# 해크니 캐리지

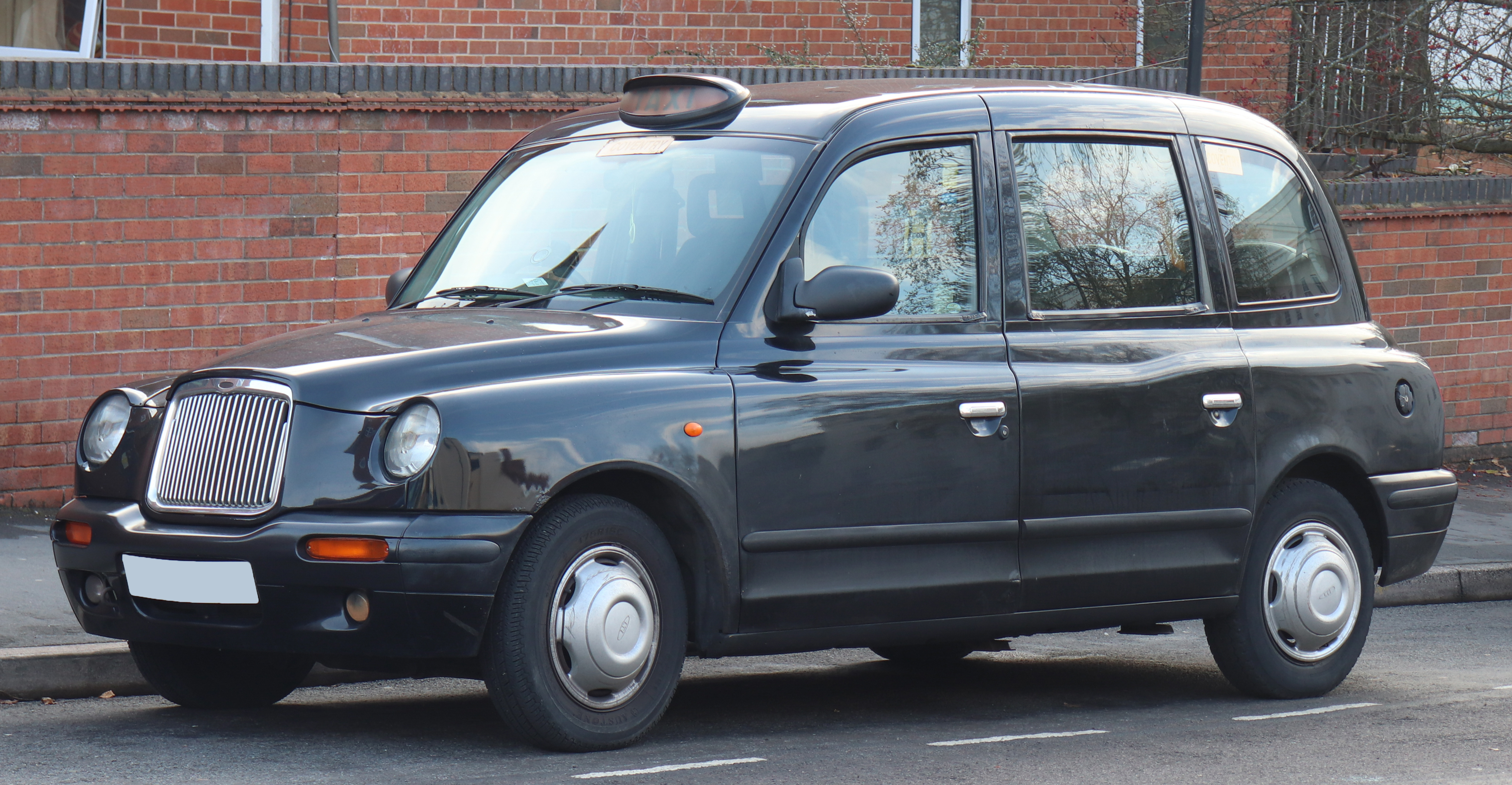
LTI TX2 캡

해크니 캐리지(hackney carriage) 또는 해크니(hackney) 또는 런던 택시(London taxi)는 대여용 마차 또는 자동차이다. 더 비싸거나 높은 등급의 해크니를 레미스(remise)라고 불렀다. 런던과 영국의 상징인 검은색 택시는 런던 거리에서 흔히 볼 수 있는 광경이다. 해크니 캐리지에는 승객의 이용 가능 여부를 표시하기 위해 조명이 켜질 수 있는 지붕 표지판인 TAXI가 장착되어 있다.
영국에서 오늘날 해크니 캐리지라는 이름은 국가 지역에 따라 공공 운송 사무소, 지방 당국(비수도권 지방 의회, 단일 당국) 또는 환경부에서 허가를 받은 택시를 의미한다. 일부 해크니 캐리지는 다른 나라에서 사용하기 위해 수출한 바 있다.

## 같이 보기
- 토요타 JPN 택시
- 왜건